# Касайский бархат

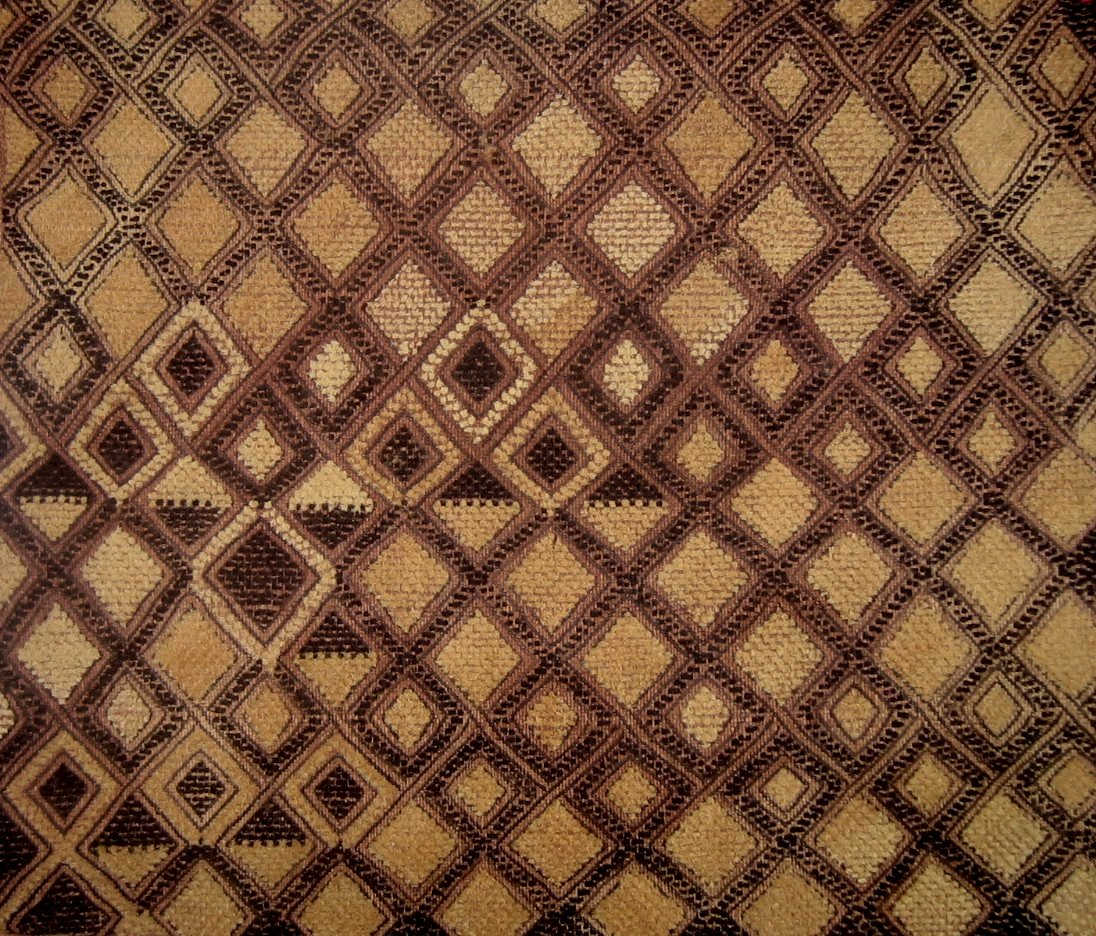
Касайский бархат

Касайский бархат, или Велюр-дю-Касаи (фр. Velours du Kasaï) — вид ткани, производимой в Демократической Республике Конго. Традиционно, её изготавливают мужчины народности Шува этнической группы Куба, в то время как вышивку на этой ткани делают женщины. В идеале, вышивальщица должна быть беременной. Касайский бархат производят до сих пор.
Изначально ткань делалась из измельчённой древесной коры, но позже основной составляющей стали листья рафии. Некоторые ремни (duun) всё ещё делают из коры, они символизируют силу и их могут носить только представители знати. Кору также по-прежнему используют для изготовления набедренных повязок для женщин (Ishyeen). В центре этих набедренных повязок формируется узор из чёрных и белых треугольников. Их делают из сырой и засохшей коры (или окрашивают), а затем сшивают вместе. Стоимость и ценность ткани оценивается сложностью узора.
Листья рафии сушат на солнце, затем их расщепляют по длине и формируют каркас ткани, в который потом вплетаются тонкие волокна из внутренней стороны листьев молодых пальм, которые и создают эффект бархата.
Узоры ткани очень разнообразны и создаются спонтанно, но обычно соответствуют скарификации тела.
Ткань тяжёлая и дорогая, и, как правило, не предназначена для ношения. Её используют в качестве покрывала кровати или королевского трона. Отдельные элементы ткани изготавливают от нескольких месяцев до года. Её часто дарят или используют вместо денег.